# Futbolo klubas Žalgiris 2018
Questa voce raccoglie le informazioni riguardanti il Futbolo klubas Žalgiris nelle competizioni ufficiali della stagione 2018.

## Rosa
| N. |                        | Ruolo | Calciatore          |
| -- | ---------------------- | ----- | ------------------- |
| 2  | Lituania (bandiera)    | D     | Linas Klimavičius   |
| 3  | Lituania (bandiera)    | D     | Georgas Freidgeimas |
| 4  | Cile (bandiera)        | D     | Diego Oyarzún       |
| 5  | Paesi Bassi (bandiera) | D     | Donovan Slijngard   |
| 6  | Senegal (bandiera)     | D     | Mamadou Mbodj       |
| 7  | Croazia (bandiera)     | C     | Slavko Blagojević   |
| 8  | Romania (bandiera)     | C     | Liviu Antal         |
| 9  | Slovacchia (bandiera)  | A     | Tomáš Malec         |
| 10 | Brasile (bandiera)     | C     | Marquinhos          |
| 13 | Lituania (bandiera)    | C     | Saulius Mikoliūnas  |
| 14 | Francia (bandiera)     | C     | Jérémy Manzorro     |

| N. |                     | Ruolo | Calciatore          |
| -- | ------------------- | ----- | ------------------- |
| 16 | Serbia (bandiera)   | C     | Marko Tomić         |
| 21 | Lituania (bandiera) | C     | Vytautas Lukša      |
| 22 | Lituania (bandiera) | C     | Justas Lasickas     |
| 23 | Lituania (bandiera) | D     | Rolandas Baravykas  |
| 27 | Serbia (bandiera)   | C     | Matija Ljujić       |
| 28 | Lituania (bandiera) | A     | Julius Momkus       |
| 30 | Lituania (bandiera) | P     | Airidas Mickevičius |
| 35 | Lituania (bandiera) | P     | Pijus Petkevičius   |
| 71 | Lituania (bandiera) | D     | Jonas Skinderis     |
| 75 | Lituania (bandiera) | C     | Ernestas Stočkūnas  |
| 88 | Lituania (bandiera) | C     | Mantas Kuklys       |